# Buck (serie televisiva)
Buck è una serie televisiva belga creata da Steve De Wilde e Bart Vaessen.

## Trama
Il timido ed insicuro adolescente Elias si trasferisce con la madre Katrien e le sorelle Hanne e Laura in una nuova casa. Alla compagnia degli altri ragazzi Elias preferisce i suoi videogiochi, soprattutto quelli di Capitan Buck, il suo eroe preferito. Una notte, durante un forte temporale, Capitan Buck esce dallo schermo della console e si ritrova nella camera del ragazzo. I due diventeranno grandi amici e mentre Elias spiegherà a Buck com'è la vita sulla Terra, l'eroe lo aiuterà ad affrontare i problemi della vita quotidiana.

## Episodi
| Stagione       | Episodi | Prima TV originale | Prima TV Italia |
| -------------- | ------- | ------------------ | --------------- |
| Stagione unica | 32      | 2018-2019          | 2021            |